# Jacques Du Frische
Jacques Du Frische ( Sées, Normandia, 1640 - Saint-Germain-des-Prés, 15 de Maio de 1693), foi um erudito beneditino francês da congregação de Saint-Maur.

## Biografia
Originário de uma das melhores famílias da cidade de Sées, parente do sábio Simon Bougis, um dos mais estimáveis superiores gerais dessa congregação, após concluir seus estudos, entrou na abadia de Jumièges, com 21 anos.
Seus superiores enviaram-no para a abadia de Tiron, para ensinar retórica, cargo que exerceu por vários anos com a satisfação deles. Ele tinha naturalmente uma mente ágil e vivaz, uma concepção fácil, um julgamento seguro e o trabalho leve. Seu trato era doce e sua conversa agradável. A cultura das letras aperfeiçoou ainda mais essas qualidades felizes nele. Foram-lhe oferecidos, na congregação, cargos que ele recusou, pois os mesmos o afastariam de suas ocupações favoritas.
Seu antigo mestre, dom Merrolle, tendo se tornado superior geral, o chamou para Paris, para a abadia de Saint-Germain-des-Prés, onde inicialmente o incumbiu de funções curiais e da penitenciaria, cargos que os religiosos tinham o direito de exercer dentro do convento. Dom Du Frische se dedicou inteiramente à difícil tarefa de revisar os escritos dos antigos Padres, com base nos manuscritos e nas edições antigas.
A congregação já havia colhido amplos e úteis frutos de seus esforços. Havia razões para esperar ainda mais, quando ele foi levado por uma doença aos 52 anos, quando ainda havia grandes esperanças para o seu futuro. Ele faleceu de uma febre violenta e maligna.